# 하성자
하성자(河聖子, 1962년 3월 4일 ~ )은 대한민국의 제7·8대 경상남도 김해시의원이다.

## 학력
- 인제대학교 경영대학원 경영학 석사 졸업

## 경력
- 경남도당 여성위원회 부위원장
- 자치분권개헌 경남본부 김해시 공동본부장
- 김해시 지방분권협의회 위원
- 김해시 소비자정책심의위원회 위원
- 김해교육지원청 교권보호위원회 위원
- 경남여성지도자회 16기 회원
- (사)한국시낭송치유협회 김해지부장
- 월간 한비문학 편집위원
- 김해문인협회 회원
- 한국문인협회 회원
- 영양사
- 토목분야중급기술자
- 더불어민주당 경남도당 김해시 갑 여성위원장
- 김해시 교육발전협의회 위원
- 김해여성실버대학 부학장
- 국제와이즈멘 부울경지구 김해지방장
- 수로클럽 제4·8대 회장
- 국제로타리 3720지구 집필위원장
- 김해매화로타리 클럽 회원
- 김해여성복지회관 이사
- 김해 YMCA 청소년 위원회 위원장
- 김해여성자치회 제10대 회장
- 아름다운가게 김해서상점 창립 운영위원
- 아름다운가게 김해서상점 창립 활동천사
- 제17·18기 민주평화통일자문회의 자문위원
- 김해여성실버대학 부학장
- 더불어민주당 제19대 대통령 선거 문재인 후보 국민주권 선거대책위원회 위원
- 더불어민주당 경남도당 김해시 갑 공동위원장
- 2017.04 ~ 2018.06 제7대 경상남도 김해시의회 의원
- 2017.04 ~ 2018.06 제7대 경상남도 김해시의회 후반기 사회산업위원회 위원
- 2017.04 ~ 2018.06 제7대 경상남도 김해시의회 후반기 예산결산특별위원회 위원
- 2017.07 ~ 2017.06 제7대 경상남도 김해시의회 사회산업위원회 행정사무감사 위원
- 2017.06 ~ 2017.11 제7대 경상남도 김해시의회 신공항대책위원회 위원
- 2017.10 ~ 2017.10 제7대 경상남도 김해시의회 윤리특별위원회 위원
- 2018.07 ~ 2022.06 제8대 경상남도 김해시의회 의원
- 2018.07 ~ 2020.07 제8대 경상남도 김해시의회 전반기 사회산업위원회 위원
- 2018.07 ~ 2020.07 제8대 경상남도 김해시의회 전반기 의회운영위원회 위원
- 2018.07 ~ 2020.07 제8대 경상남도 김해시의회 전반기 예산결산특별위원회 위원장
- 2018.07 ~ 2018.09 제8대 경상남도 김해시의회 김해신공항대책위원회 위원
- 2018.09 ~ 2018.09 제8대 경상남도 김해시의회 사회산업위원회 행정사무감사 위원
- 2019.06 ~ 2019.06 제8대 경상남도 김해시의회 사회산업위원회 행정사무감사 위원
- 2020.07 ~ 2022.06 제8대 경상남도 김해시의회 후반기 사회산업위원회 위원장
- 2020.07 ~ 2022.06 제8대 경상남도 김해시의회 후반기 예산결산특별위원회 위원

## 저서
- ‘내가 만난 책’- 시인
- ‘자리잡은 만큼의 햇살’- 수필가

## 수상
- 지방의회 의정봉사상 경상남도 시도의회 의장단 협의회
- 민주평화통일자문회의 의장상 대통령상
- 경상남도지사 표창장
- 김해시장 표창장
- 김해YMCA공로상
- 김해여성복지회관 공로상
- 미당서정주시회문학상
- 한국현대서정시문학상

## 역대 선거 결과
|  | 37.52% |

|  | 50.87% |

|  | 16.44% |